# 아름다운 사람들
《아름다운 사람들》은 2011년 5월 31일부터 2013년 4월 5일까지 방송되었던 다큐멘터리 프로그램이다.

## 기획 의도
- 우리 주변에 숨어있는 미담과 선행의 주인공을 한 사람씩 발굴하여 소개하는 다큐멘터리 프로그램이다.

## 지역 방송국 프로그램
다음 지역 방송국 프로그램은 밤 10시 50분경부터 방송된다.
| 프로그램        | 지역           | 방송국   | 진행자 |
| --------------- | -------------- | -------- | ------ |
| 시사토론        | 충청북도       | KBS 청주 | 유재풍 |
| 뉴턴의 사과나무 | 대전광역시     | KBS 대전 | 손지화 |
| 뉴턴의 사과나무 | 충청남도       | KBS 대전 | 손지화 |
| 뉴턴의 사과나무 | 세종특별자치시 | KBS 대전 | 손지화 |